# Мергель глинистый
Ме́ргель гли́нистый (англ. clay marl; нем. Mergelton m) — мергель, содержащий существенное количество и глинистых, и карбонатных частиц. Доля глинистых частиц в разных источниках указывается равной 10—70 %, 50-70 % (Теодорович, 1950), 50-75 % (Пустовалов, 1940; Вишняков 1940; Рухин, 1953).